# Peugeot (equipa ciclista)
A Peugeot foi um equipa de ciclismo em estrada francesa que existiu entre 1901 e 1989. Considera-se a equipa ciclista com o melhor palmarés da história, muito por adiante do segundo e terceiro classificado, a Atala e a Mercier respectivamente. Durante a sua longa existência ganhou dez edições do Tour de France, três da Volta a Espanha e cinco Paris-Roubaix, entre muitos outros títulos. Foi patrocinado e correu com bicicletas da marca Peugeot.
Em 1990 com a retirada do patrocínio da Peugeot, a equipa nomeou-se simplesmente Z, e posteriomente Gan e Crédit Agricole.

## Principal palmarés

### Grandes carreiras
- Tour de France
  - 36 participações (1904, 1905, 1906, 1907, 1908, 1912, 1913, 1914, 1922, 1923, 1962, 1963, 1964, 1965, 1966, 1969, 1970, 1971, 1972, 1973, 1974, 1975, 1976, 1977, 1978, 1979, 1980, 1981, 1982, 1983, 1984, 1985, 1986, 1987, 1988, 1989)
  - 123 vitórias de etapas
    - 1 em 1904 : Michel Frédérick
    - 8 em 1905 : Louis Trousselier (5), Hippolyte Aucouturier (3)
    - 11 em 1906 : René Pottier (5), Louis Trousselier (4), Georges Passerieu (2)
    - 12 em 1907 : Émile Georget (6), Lucien Petit-Breton (2), Gustave Garrigou (2), Georges Passerieu (2)
    - 14 em 1908 : Lucien Petit-Breton (5), François Faber (4), Georges Passerieu (3), Jean-Baptiste Dortignacq, Georges Paulmier
    - 10 em 1913 : Marcel Buysse (6), François Faber (2), Gustave Garrigou, Philippe Thys
    - 12 em 1914 : Henri Pélissier (4), François Faber (2), Oscar Egg (2), Jean Alavoine, Philippe Thys, Gustave Garrigou, Firmin Lambot
    - 11 em 1922 : Philippe Thys (5), Jean Alavoine (3), Robert Jacquinot (2), Romain Bellenger
    - 7 em 1923 : Jean Alavoine (3), Robert Jacquinot (2), Romain Bellenger, Joseph Muller
    - 1 em 1963 : Pino Cerami
    - 1 em 1966 : Ferdinand Bracke
    - 2 em 1969 : Roger Pingeon, Raymond Delisle
    - 3 em 1970 : Bernard Thévenet, Christian Raymond, Jean-Pierre Danguillaume
    - 3 em 1971 : Bernard Thévenet, Walter Godefroot, Jean-Pierre Danguillaume
    - 3 em 1972 : Bernard Thévenet (2), Walter Godefroot
    - 3 em 1973 : Bernard Thévenet (2), Jean-Pierre Danguillaume
    - 2 em 1974 : Jean-Pierre Danguillaume (2)
    - 3 em 1975 : Bernard Thévenet (2), Jacques Esclassan
    - 2 em 1976 : Raymond Delisle, Jacques Esclassan
    - 5 em 1977 : Jean-Pierre Danguillaume (2), Régis Delépine, Jacques Esclassan, Bernard Thévenet
    - 2 em 1978 : Jacques Esclassan (2)
    - 2 em 1982 : Phil Anderson, Pascal Simon
    - 1 em 1983 : Robert Millar
    - 1 em 1984 : Robert Millar
    - 1 em 1985 : Francis Castaing
    - 1 em 1988 : Jérôme Simon
    - 1 em 1989 : Robert Millar

  - 9 vitórias finais
    - 1905 : Louis Trousselier
    - 1906 : René Pottier
    - 1907 e 1908 :  Lucien Petit-Breton
    - 1913 e 1914 : Philippe Thys
    - 1922 : Firmin Lambot
    - 1975 e 1977 : Bernard Thévenet

  - 10 classificações anexos
    - Classificação por pontos: Jacques Esclassan (1977)  e 1981
    - Grande Prêmio da montanha: Robert Millar (1984)
    - Classificação do melhor jovem : Phil Anderson (1982)
    - Prêmio da combatitividade : Raymond Delisle (1976), Hennie Kuiper (1979) e Jérôme Simon (1988)
    - Classificação de sprints intermediários : Gilbert Duclos-Lassalle (1987)
    - Classificação por equipas : 1981

- Giro d'Italia
  - 8 participações (1909, 1912, 1913, 1922, 1948, 1967, 1968, 1979)
  - 7 vitórias de etapas
    - 2 em 1909 : Dario Beni (2)
    - 2 em 1913 : Giuseppe Santhia (2)
    - 2 em 1967 : Eddy Merckx (2)
    - 1 em 1979 : Alan van Heerden

- Volta a Espanha
  - 8 participações (1948, 1950, 1967, 1969, 1971, 1973, 1974, 1985)
  - 12 vitórias de etapas
    - 2 em 1950 : Rik Evens (2)
    - 2 em 1967 : Tom Simpson (2)
    - 2 em 1969 : René Pingeon (2)
    - 3 em 1971 : Walter Godefroot (2), Wilfried David
    - 2 em 1973 : Jacques Esclassan, Walter Godefroot
    - 1 em 1974 : Raymond Delisle

  - 3 vitórias finais
    - 1948 : Bernardo Ruiz
    - 1969 : René Pingeon
    - 1971 : Ferdinand Bracke

### Campeonatos do Mundo
- Campeonato do mundo em estrada: 1957, 1965, 1967
- Campeonato do Mundo de Ciclocross: 1961, 1963

### Clássicas
- Milão-Sanremo: Lucien Petit-Breton (1907), Tom Simpson (1964), Eddy Merckx (1966 e  1967)
- Paris-Roubaix : Hippolyte Aucouturier (1904), Louis Trousselier (1905), Georges Passerieu (1907), François Faber (1913), Pino Cerami (1960) e Émile Daems (1963)
- Amstel Gold Race: Phil Anderson (1983)
- Gante-Wevelgem: Eddy Merckx (1967)
- Tour de Flandres: Eric Leman (1973)
- Liège-Bastogne-Liège: Camille Danguillaume (1949), Frans Schoubben (1957)
- Grande Prêmio das Nações:  1949 (Charles Coste) e 1962 (Ferdinand Bracke)
- Giro de Lombardia: 1907 (Gustave Garrigou), 1908 (François Faber), 1917 (Philippe Thys) e 1965 (Tom Simpson)
- Flecha Valona : 1953 (Stan Ockers), 1957 (Raymond Impanis), 1960 (Pino Cerami), 1967 (Eddy Merckx) e 1978 (Michel Laurent)
- Bordéus-Paris : 1905 (Hippolyte Aucouturier), 1963 (Tom Simpson), 1983 (Gilbert Duclos-Lassalle) e 1984 (Hubert Linard)
- Paris-Tours : 1906 (Lucien Petit-Breton), 1907 (Georges Passerieu), 1914 (Oscar Egg), 1917 e 1918 (Philippe Thys), 1951 (Jacques Dupont) e 1970 (Jürgen Tschan)
- Paris-Bruxelas : 1907 (Gustave Garrigou), 1908 (Lucien Petit-Breton), 1954 (Marcel Hendrickx), 1959 (Frans Schoubben), 1961 (Pino Cerami) e 1964 (Georges Van Coningsloo)

### Carreiras por etapas
- Volta a Bélgica : 1908 (Lucien Petit-Breton) e 1957 (Pino Cerami)
- Tour da Romandia : 1948 (Ferdi Kübler), 1972 (Bernard Thévenet) e 1983 (Stephen Roche)
- Volta à Suíça : 1948 (Ferdi Kübler)
- Critérium Internacional : 1946 e 1948 (Camille Danguillaume), 1949 (Émile Idée), 1973 (Jean-Pierre Danguillaume) e 1974 (Bernard Thévenet)
- Paris-Nice : 1967 (Tom Simpson), 1980 (Gilbert Duclos-Lassalle) e 1981 (Stephen Roche)
- Volta à Catalunha : 1958 (Richard Van Genechten), 1961 (Henri Duez), 1974 (Bernard Thévenet) e 1985 (Robert Millar)
- Critérium du Dauphiné : 1975 e 1976 (Bernard Thévenet) e 1982 (Michel Laurent)